# Andravída (Grèce)
Pour les articles homonymes, voir Andravida.
Andravída (en grec moderne : Ανδραβίδα) est une ville située dans la préfecture d'Élide en Grèce. Sa population était de 3 981 habitants en 2011.
Une base militaire est implantée à l'est de la ville et une forêt borde le côté nord.
Sous le nom d'Andreville, elle était capitale de la principauté d'Achaïe de 1205 à 1249, siège de l'« évêché d'Oléna ». En 1460, la ville est annexée à l'Empire ottoman avec le reste de la Morée.

## Histoire
Avant la conquête par les Croisés en 1205, la ville d'Andravída n'est pas connue dans l'histoire. L'origine de son nom est inconnue, peut-être d'origine slave (signifiant « pays de la loutre ») mais d'autres étymologies ont été proposées sans qu'aucune ne s'impose. Selon la Chronique de Morée, Andravída, comme la plupart des villes et des régions de l'Ouest et du Nord du Péloponnèse, fut conquise sans combat en 1205 par le chef croisé, Guillaume de Champlitte.
Peu de temps après la conquête franque, Andravída (Andreville en français, Andrevilla en aragonais et Andravilla en italien) devint la résidence des princes de la nouvelle Principauté d'Achaïe. Comme déjà souligné par le médiéviste Antoine Bon, le choix par défaut d'Andravída comme capitale s'explique par sa localisation favorable : située au milieu de la plaine fertile d'Élide, elle était bien ravitaillée et pouvait abriter de la cavalerie. Elle était localisée non loin du port de Glarentza, sans être sur la côte elle-même ce qui la mettait à l'abri des raids de pirates, ainsi que relativement loin des montagnes du Péloponnèse et de ses habitants hostiles. C'est ainsi, qu'en dépit de son importance, la ville ne fut jamais fortifiée. La ville devint aussi le siège d'un évêché catholique, attesté dès 1212, qui assimila l'évêché grecque préexistant d'Olena. Il en prit le nom.
De la ville franque, il ne reste aujourd'hui que peu de traces, et les témoignages sur les édifices de l'époque sont connus essentiellement par des sources littéraires : le palais princier, le couvent de Saint Nicolas de Carmel, l'église Saint Étienne, sans doute propriété des Franciscains et l'église et l'hôpital Saint Jacques, cédés en 1241 à l'Ordre Teutonique. C'est dans cette église qu'ont été inhumés les membres de la famille princière des Villehardouin. Il faut également mentionner l'église Sainte Sophie, la seule dont des vestiges sont encore aujourd'hui visibles : servie par les Dominicains, elle était la plus grande et servait de lieu de rassemblement de la noblesse de la principauté. Au début du XIXe siècle, des voyageurs comme François Pouqueville ou Jean Alexandre Buchon ont mentionné trois églises encore bien conservées.
Comme le reste de la Principauté, Andravída fut conquise à la fin des années 1420 par le Despotat de Morée. En 1460, elle fut incorporée à l'Empire ottoman, jusqu'à l'indépendance grecque à l'exception d'une brève période vénitienne (1686-1715).